# Нора-Адасі
Нора́-Ада́сі (Адасі, Норах-Адасі) — невеликий піщаний острів в Червоному морі в архіпелазі Дахлак, належить Еритреї, адміністративно відноситься до району Дахлак регіону Семіен-Кей-Бахрі.

## Географія
Розташований на північний захід від острова Нора. Має овальну, видовжену з півночі на південь, форму. Довжина 2,6 км, ширина до 1,6 км. Острів облямований кораловими рифами.